# Tino Chrupalla
Tino Chrupalla (* 14. dubna 1975 Weißwasser) je německý politik za Alternativu pro Německo (AfD), za kterou je od voleb v roce 2017 poslancem Spolkového sněmu.

## Profese
V letech 1991 až 1994 se vyučil malířem pokojů a natěračem. V letech 2000 až 2003 pracoval v tomto oboru v Görlitz a v Drážďanech a v roce 2003 složil mistrovskou zkoušku. Poté založil a také v současnosti provozuje vlastní řemeslnickou firmu zabývající se malířstvím a natěračstvím.

## Politická kariéra
V letech 1990 až 1992 byl Chrupalla členem Mladých křesťanských demokratů (Junge Union). Dle vlastního prohlášení byl následně ještě dlouho voličem Křesťanskodemokratické unie (CDU). Do AfD vstoupil v roce 2015.
Od prosince 2019 je spolupředsedou AfD, do ledna 2022 jím byl společně s Jörgem Meuthenem. V současnosti je Alice Weidelová spolupředsedkyní. Do Spolkového sněmu byl zvolen v saském volebním obvodě Zhořelec, kde porazil pozdějšího saského premiéra Michaela Kretschmera z Křesťanskodemokratické unie (CDU), který obvod reprezentoval v předchozích čtyřech volebních obdobích.
Dne 1. března 2020 se Chrupalla lehce zranil, když chtěl uhasit požár svého auta, které bylo zapáleno neznámou osobou. 
Několik dní před zemskými volbami v Bavorsku měl 4. října 2023 vystoupit na předvolebním shromáždění v Ingolstadtu. Nemohl však svou řeč přednést, neboť ucítil píchnutí nějakým ostrým předmětem a přepadla jej velká nevolnost, takže musel být odvezen do nemocnice, kde se nachází v intenzívním lékařském vyšetřování a péči. Kriminální policie případ vyšetřuje. Není vyloučen útok injekční stříkačkou.
Tino Chrupalla je ženatý, má tři děti a žije v saském Gablenzu.